# Erateina mecyra
Erateina mecyra là một loài bướm đêm trong họ Geometridae.